# 子安神社 (千葉市花見川区)
子安神社（こやすじんじゃ）とは、千葉県千葉市花見川区畑町にある神社。

## 概要
桓武天皇の延暦年間（782年〜806年）に、地域を支配する豪族によって作られた「子安古墳」の山を御神体とし、五穀豊穣の神として神社が創立された。
醍醐天皇の901年頃（延喜年間）に奇稲田姫命を祀って「子安大明神」となった。
千葉常胤の信仰が厚く、1193年（建久4年）の奥方懐胎のとき安産祈願したところ男子を安産し、その御礼に社殿を造営し（1193年（建久4年）9月17日付の棟札あり）、大祭典を行った。これが7年毎の式年大祭の始まりとなる。

## 祭神
- 奇稲田姫命

## 境内社
- 妙見宮
- 弁財天
- 大杉社
- 古峰社
- 稲荷大明神